# Piast Margit briegi hercegnő
Margit (1380/84 – 1409. október 2. után), lengyelül: Małgorzata Brzeska, németül: Margareta von Brieg, csehül: Markéta Lehnická, a sziléziai Brieg hercegnője, Zsigmond magyar király jegyese Mária magyar királynő halála után, 1396-tól 1401-ig, Cillei Borbálával való eljegyzéséig.

## Élete
VIII. Henriknek, Brieg hercegének és Piast Margit mazóviai hercegnőnek a lánya. Margit hercegnő a vőlegényéhez, Luxemburgi Zsigmondhoz hasonlóan cseh királyi ősökkel is rendelkezett. VIII. Henrik az apai nagyanyja, Přemysl Margit briegi hercegné révén II. Vencel cseh király (II. Ottokár cseh király törvényes fia és utóda) dédunokája volt. Margit hercegnő édesanyja, Mazóviai Margit pedig anyai ágról a cseh Přemysl-ház fattyú ágának leszármazottja II. Ottokár cseh király ükunokájaként, és az első házassága révén Zsigmond király édesanyjának, Pomerániai Erzsébet német-római császárnénak a sógornője is volt. Margit és Zsigmond így közeli rokonságban állottak egymással, hiszen Margit apja és Zsigmond király II. Vencel cseh király dédunokáiként másodfokú unokatestvérek voltak. VIII. Henrik herceg a Luxemburg-ház és IV. Károly német-római császár odaadó híve és kancellárja volt. Mária magyar királynő halála (1395) után Zsigmond király két sikertelen kísérletet követően, hogy egyrészt II. Fülöp burgundi herceg egyik lányát feleségül vegye, másrészt, hogy a későbbi II. Johanna nápolyi királynőnek, II. (Kis) Károly lányának a kezét elnyerje, ami viszont a nápolyi párt ellenállásán hiúsult meg, fordult a sziléziai hercegnő felé. Zsigmond ekkor ismerkedett meg Margit hercegnővel, és rögtön eljegyezte őt 1396. május 11-én a boroszlói érsek közreműködésével, de az eljegyzést ebben az időben még titokban tartották. A menyasszony ekkor még visszatért Briegbe, ahol jövendő királynéi szerepére készítették fel, és a hozományát igyekezett előteremteni az apja, aki azonban hamarosan, 1399-ben meghalt, és ettől kezdve bátyái gyámsága alá került. 1401-ben Zsigmond hű lengyelét, Stiborici Stibor erdélyi vajdát küldte a menyasszonyáért, hogy hozza Magyarországra az esküvőre, aki húsvét előtt el is indult. Magyarországon azonban a további események meghiúsították ezt a házasságot. 1401. április 28-án a budai palotában foglyul ejtették a királyt a fellázadt főurak, és felfüggesztették uralkodói jogainak gyakorlása alól. A háttéralkuk következtében, melyben Garai Miklós és Cillei Hermann tevékenyen részt vett, végül a király ejtette ezt a házassági tervét Margit hercegnővel, melyben bizonyára benne volt, hogy a gazdag Szilézia és Magyarország jövőbeli szoros kapcsolata Csehország támogatásával fenyegetést jelentett II. Ulászló lengyel király számára, így a Cillei Annát eljegyző lengyel királyt mint potenciális trónkövetelőt sikerült semlegesíteni egy másik Cillei lány, Cillei Borbála eljegyzésével. Briegi Margitból így csak egy hajszál híján múlt, hogy nem lett magyar királyné. Zsigmond és Cillei Borbála házasságának a beteljesülését még megérte, de hajadonon halt meg. Wertner a hercegnő korai halálával magyarázza a házasság beteljesületlenségét, de ez a később előkerült és Wertner előtt még ismeretlen források ismeretében kizárható, még ha a pontos halálozási dátum a mai napig sem ismert, tehát 1401-ben biztosan, de az azt követő pár évben is még igazolhatóan életben volt.